# Список найшвидших птахів
Це список птахів, які найшвидше літають. Швидкість птаха завжди змінна та залежить від багатьох факторів, найвагоміший серед яких — вітер. Хижий птах під час полювання, зокрема пікірування, досягає значно більшої швидкості, ніж під час горизонтального польоту. Найшвидший у світі птах — сапсан, здатний досягати швидкості до 322 км/год у своїх пікіруваннях. 
Що стосується горизонтального польоту, то дуже часто найшвидших птахом помилково називають близького родича звичайного стрижа, білогорлого ключохвоста (Hirundapus caudacutus), буцімто швидкість його польоту — 169 км/год. Проте досі ця інформація не визнається спільнотою орнітологів, адже дані непідтверджені, а методи її вимірювання ніколи не публікувалися та не перевірялися. Таким чином нині підтверджений рекорд горизонтального польоту птаха — 111,5 км/год, її розвиває звичайний стриж.

## Рейтинг птахів за швидкістю польоту
| Загальна назва         | Фото | Вид                      | Родина         | Середня горизонтальна швидкість | Максимальна горизонтальна швидкість | Максимальна швидкість (пікерування) | Ареал проживання |
| ---------------------- | ---- | ------------------------ | -------------- | ------------------------------- | ----------------------------------- | ----------------------------------- | --- |
| Сапсан                 |      | Falco peregrinus         | Соколові       | 65—90 км/год 40—56 миля/год     | 110 км/год 68 миля/год              | 389 км/год 242 миля/год             | Широко розповсюджений на всіх континентах, крім Антарктиди. |
| Балабан                |      | Falco cherrug            | Соколові       |                                 | 150 км/год 93 миля/год              | 200 км/год 120 миля/год             | Території від Східної Європи до Манчжурії. Перелітає на зиму до Ефіопії, Аравійського півострова, на північ Індії та у західний Китай.                                                     |
| Беркут                 |      | Aquila chrysaetos        | Яструбові      | 45—51 км/год 28—32 миля/год     | 129 км/год 80 миля/год              | 320 км/год 200 миля/год             | Ліси та гори Північної Америки, Євразії. В Україні гніздиться на високогір'ї Карпат. Під час міграції та зимівлі трапляється скрізь.                                                       |
| Альбатрос сіроголовий  |      | Thalassarche Chrysostoma | Альбатросові   |                                 | 127 км/год 79 миля/год              |                                     | Південна півкуля — від Антарктиди на півдні до Австралії, Південної Африки і Південної Америки на півночі.                                                                                 |
| Кречет                 |      | Falco rusticolus         | Соколові       | 80—100 км/год 50—62 миля/год    | 145 км/год 90 миля/год              | 187—209 км/год 116—130 миля/год     | Арктична та субарктична зони Європи, Азії та Північної Америки. |
| Серпокрилець чорний    |      | Apus apus                | Серпокрильцеві |                                 | 111,6 км/год 69,3 миля/год          | 166 км/год 103 миля/год             | Всюди в Європі і більшій частині Азії, окрім тундри. Північно-західна Африка. На зиму відлітає до південної частини Африки, на Мадагаскар.                                                 |
| Підсоколик великий     |      | Falco subbuteo           | Соколові       |                                 | 159 км/год 99 миля/год              |                                     | Більшість території Євразії та Північної Африки. Зимують у Південній Африці, Південно-Східній Азії та Індії.                                                                               |
| Фрегат (птах)          |      | Fregata                  | Фрегатові      |                                 |                                     | 153 км/год 95 миля/год              | Поширений у тропіках і субтропіках. |
| Шпорокрилий гусак      |      | Plectropterus            | Качкові        |                                 |                                     | 143 км/год 89 миля/год              | Африка, а саме водно-болотні регіони на півдні від пустелі Сахари. |
| Крех середній          |      | Mergus serrator          | Качкові        |                                 |                                     | 130 км/год 81 миля/год              | Мешкає на півночі Північної Америки та Євразії, зимує на морських узбережжях помірної зони і субтропіків. На території України гніздиться на островах і косах Чорного та Азовського морів. |
| Попелюх довгодзьобий   |      | Aythya valisineria       | Качкові        |                                 |                                     | 128 км/год 80 миля/год              | Північний захід Північної Америки. Зимує на півдні США та в Мексиці. |
| Пухівка (птах)         |      | Somateria mollissima     | Качкові        |                                 |                                     | 123 км/год 76 миля/год              | Поширена вздовж північного узбережжя Європи, Східного Сибіру і Північної Америки, на арктичному узбережжі, островах Північно-Льодовитого океану.                                           |
| Чирянка мала           |      | Anas crecca              | Качкові        |                                 |                                     | 97 км/год 60 миля/год               | Більша частина Європи та Азії. Підвид зустрічається на півночі та заході Північної Америки.                                                                                                |
| Каліпта рубіновоголова |      | Calypte anna             | Колібрієві     |                                 | 56 км/год 35 миля/год               | 70 км/год 43 миля/год               | Західне узбережжя Північної Америки. |

## Дивіться також
- Список птахів за висотою польоту

## Зовнішні посилання
- Найшвидші птахи світу Альманах подорожей
- Які птахи найшвидше літають? Розмийте його